# Baloldali Radikális Párt
A Baloldali Radikális Párt (franciául: Parti radical de gauche, rövidítve PRG) szociálliberális politikai párt Franciaországban. 1972 óta a francia középbal hagyományos fő pártjával, a Szocialista Párttal szoros szövetségben politizál.
A PRG jelenlegi elnöke Sylvia Pinel, főtitkára Guillaume Lacroix. A pártnak egyetlen képviselője van az Európai Parlamentben, Virginie Rozière, aki a Szocialisták és Demokraták Progresszív Szövetsége (Progressive Alliance of Socialists and Democrats, S&D) frakcióban ül.
A PRG korábban a Liberálisok és Demokraták Európáért Szövetség Párt (Alliance of Liberals and Democrats for Europe Party, ALDE) tagja volt.
A párt ifjúsági tagozata a Baloldali Fiatal Radikálisok ( Jeunes Radicaux de Gauche).